# Miguel Martínez de Leache

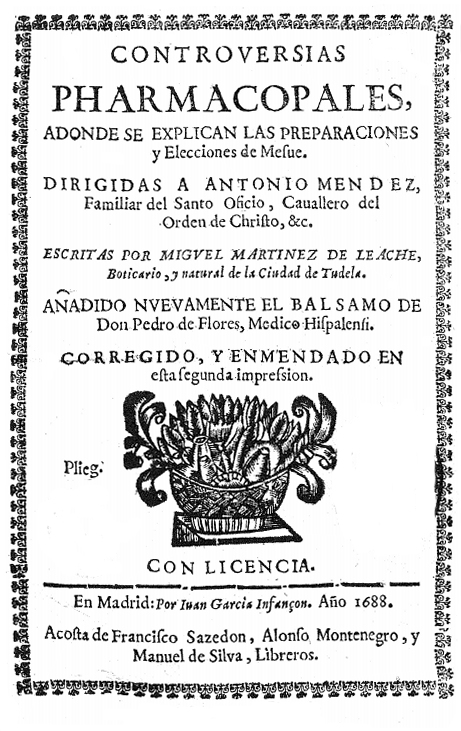
Portada de Controversias pharmacopales.

Miguel Martínez de Leache (Sada, Navarra, 23 de septiembre de 1615 - Tudela, Navarra, 2 de junio de 1673) boticario navarro del siglo XVII. Autor de un conjunto de libros relevantes sobre la farmacia y teoría farmacéutica galenista imperante en su tiempo.

## Biografía
Natural de Sada, Navarra, Reino de España. Nacido el 23 de septiembre de 1615.
Hijo del boticario de Sada, Miguel Martínez y de Ana Huarte, que, según dicen Chiarlone y Mallaina, era hermana del médico de Ultrapuertos (Navarra hoy en territorio francés) Juan Huarte de San Juan.
A los veinte años viaja a Roma permaneciendo allí cinco años para terminar su formación como boticario, siendo así el único farmacéutico español de su época del que sabemos que se formó también en el extranjero. En concreto estuvo en la farmacia Antonelli. Es un caso único en la farmacia española de la época, ya que había una prohibición expresa de salir al extranjero a formarse.
Falleció en Tudela, Comunidad Foral de Navarra, Reino de España el 2 de junio de 1673.

## Obras
- De vera et legitima Aloes electione juxta Mesue textum in duas sectiones divisa disputatio. Publicado en Pamplona en 1644.
- Controversias pharmacopales donde se explican las preparaciones y elecciones de Mesue. Pamplona 1650.
- Discurso pharmaceutico sobre los canones de Mesue. Pamplona 1652.
- Tratado de las condiciones que debe tener el boticario para ser docto en su arte. Zaragoza 1662.